# Vinneuf
Vinneuf est une commune française située dans le département de l'Yonne en région Bourgogne-Franche-Comté.

## Géographie
La commune est limitrophe de la Seine-et-Marne (commune de Misy-sur-Yonne).
Le village s'est principalement développé autour de sa rue principale et a les caractéristiques d'un village-rue.

### Hydrographie
- l’ Yonne, longue de 292,3 km[1], principal affluent gauche de la Seine.

### Climat
Pour des articles plus généraux, voir Climat de la Bourgogne-Franche-Comté et Climat de l'Yonne.
En 2010, le climat de la commune est de type climat océanique dégradé des plaines du Centre et du Nord, selon une étude du Centre national de la recherche scientifique s'appuyant sur une série de données couvrant la période 1971-2000. En 2020, Météo-France publie une typologie des climats de la France métropolitaine dans laquelle la commune est exposée à un climat océanique altéré et est dans la région climatique  Nord-est du bassin Parisien, caractérisée par un ensoleillement médiocre, une pluviométrie moyenne régulièrement répartie au cours de l’année et un hiver froid (3 °C). 
Pour la période 1971-2000, la température annuelle moyenne est de 11,1 °C, avec une amplitude thermique annuelle de 15,6 °C. Le cumul annuel moyen de précipitations est de 678 mm, avec 11,3 jours de précipitations en janvier et 7,2 jours en juillet. Pour la période 1991-2020, la température moyenne annuelle observée sur la station météorologique de Météo-France la plus proche, « La Brosse-Mx », sur la commune de La Brosse-Montceaux à 8 km à vol d'oiseau, est de 12,0 °C et le cumul annuel moyen de précipitations est de 652,9 mm. 
La température maximale relevée sur cette station est de 42,9 °C, atteinte le 25 juillet 2019 ; la température minimale est de −20,5 °C, atteinte le 17 janvier 1985,,. 
Les paramètres climatiques de la commune ont été estimés pour le milieu du siècle (2041-2070) selon différents scénarios d'émission de gaz à effet de serre à partir des nouvelles projections climatiques de référence DRIAS-2020. Ils sont consultables sur un site dédié publié par Météo-France en novembre 2022.

## Urbanisme

### Typologie
Au 1er janvier 2024, Vinneuf est catégorisée bourg rural, selon la nouvelle grille communale de densité à sept niveaux définie par l'Insee en 2022.
Elle est située hors unité urbaine. Par ailleurs la commune fait partie de l'aire d'attraction de Paris, dont elle est une commune de la couronne,. Cette aire regroupe 1 929 communes,.

### Occupation des sols
L'occupation des sols de la commune, telle qu'elle ressort de la base de données européenne d’occupation biophysique des sols Corine Land Cover (CLC), est marquée par l'importance des territoires agricoles (79,1 % en 2018), en diminution par rapport à 1990 (84,6 %). La répartition détaillée en 2018 est la suivante : terres arables (67,8 %), eaux continentales (13 %), zones agricoles hétérogènes (11,3 %), zones urbanisées (5,6 %), zones industrielles ou commerciales et réseaux de communication (2,3 %). L'évolution de l’occupation des sols de la commune et de ses infrastructures peut être observée sur les différentes représentations cartographiques du territoire : la carte de Cassini (XVIIIe siècle), la carte d'état-major (1820-1866) et les cartes ou photos aériennes de l'IGN pour la période actuelle (1950 à aujourd'hui).

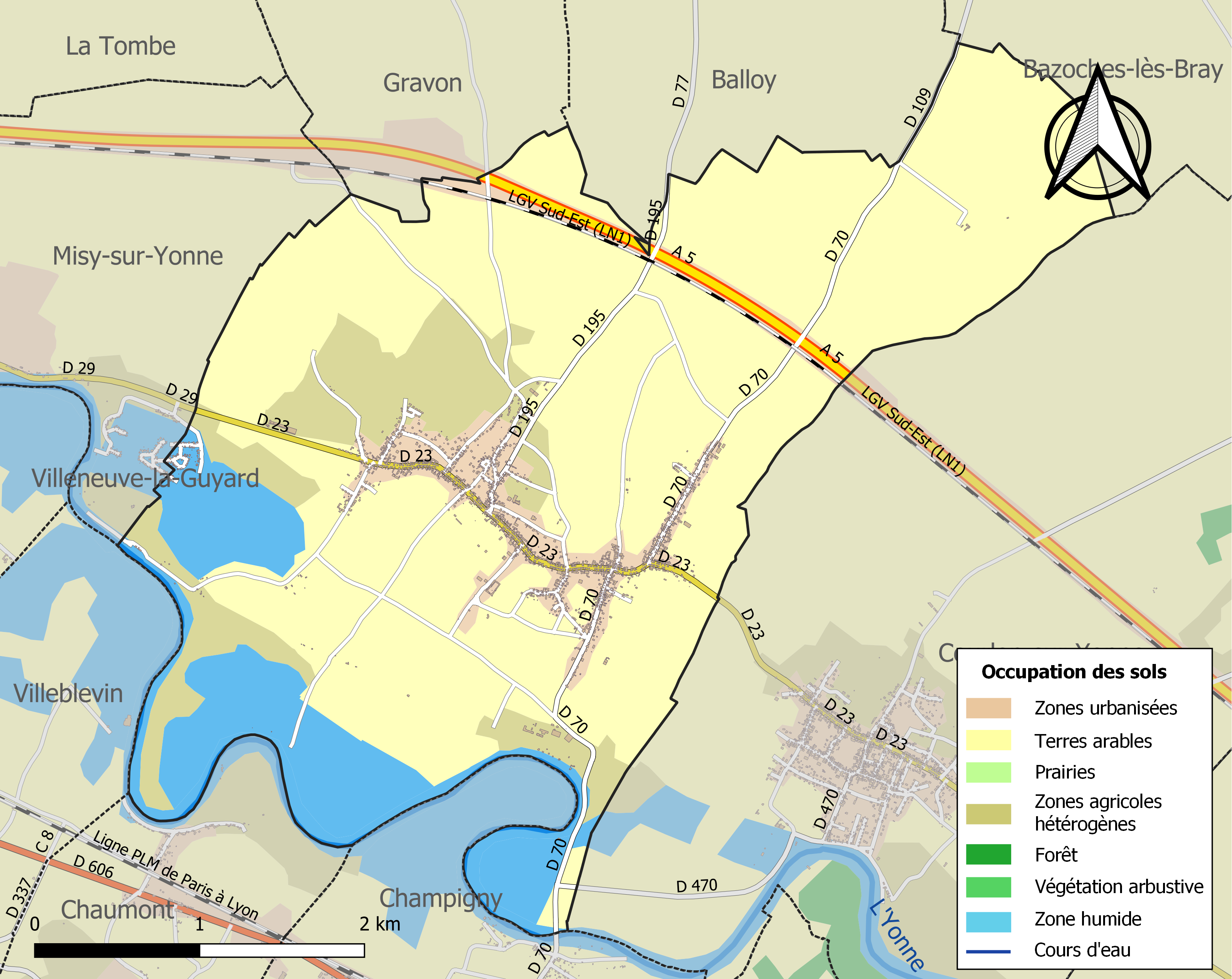
Carte des infrastructures et de l'occupation des sols de la commune en 2018 (CLC).

## Histoire

### Préhistoire
Au début du XXe siècle, Louis-Laurent Cheneau découvre sur les hauteurs de Vinneuf aux lieux-dits la Mouchinelle, la Carlonnette, Grosseville et le bois de la Borde, des ateliers de taille de silex, datant, selon Augusta Hure (archéologue), de l'Acheuléen (Paléolithique inférieur), du Moustérien (Paléolithique moyen) et du « Robenhausien » (une culture du Néolithique). Les sites livrent haches, hachettes courtes, allongées, tantôt ébauchées tantôt polies, pointes de flèches... Notamment une hache intacte non polie aux dimensions peu communes de 32 cm sur 9 cm. 

Des hachettes en roches étrangères et lointaines au pays ont également été découvertes, notamment de la chloromélanite d’un noir brun, mettant en évidence des échanges sur des distances importantes.

### Mésolithique et Néolithique
L’origine du village remonte bien avant l’époque gauloise. Il est maintenant certain qu’un ou même plusieurs villages antérieurs à Vicus Novus étaient situés en bordure de rivière. Les fouilles lors du percement du canal le confirment, ainsi que les découvertes faites lors de l’agrandissement d’une sablière au Chatelot.
Site du Chatelot
En 2013, un groupe d’archéologues fouille préventivement l’extension de la carrière de sable Lafarge au lieu-dit le Chatelot.
À environ 50 mètres du bord de la rivière sont mises au jour plusieurs stations occupées allant du Mésolithique à l’époque moderne, avec tout d’abord la découverte de deux tombes datées au radiocarbone de 7600 av J-C.
Ces individus appartiendraient à une population nomade, de rares éléments lithiques sont ramassés sur place.
D’autres découvertes de tombes et de fosses attestent l’appartenance d’une population datant du Néolithique moyen II et Néolithique final.
Puis deux autres inhumations témoignent d’une occupation de l’âge de bronze. Avec des vestiges de bâtiments, des traces de fosses dédiées à l’extraction ou au stockage. L’activité agricole est attestée par la présence de grain d’orge et de blé amidonnier. La découverte d’ornières laissées par un véhicule constitue une trouvaille exceptionnelle, elle détermine la dimension des chariots utilisés à l’époque.
Deux occupations de la Tène (250 à 150 av J-C) ont également été découvertes. Des restes de bâtiments voués à la métallurgie et aux tissages en témoignent.
Dans le même secteur la découverte des fondations d’un corps de ferme moderne, composé de plusieurs bâtiments, avec cour intérieure confirme les archives documentaires, occupée au XVIe siècle, et abandonnée au XVIIIe siècle à cause d’une inondation, par son propriétaire Charles Gallois, laboureur.
Site près du canal
La construction du canal de navigation entre Courlon et Vinneuf est en cours en 1867.
À l’écluse de Vinneuf, à plus de 6 mètres de profondeur sont découverts des restes d’habitations, notamment des pilotis, une hache polie en serpentine verte, un andouiller de cerf, une pointe en andouiller de cerf, des os de cerf et de chevreuil tranchés, des ossements humains, des débris de poterie et des noisettes en grandes quantités.
Culture du Rubané
1967, la grande sablière de Misy/Yonne s’étend à présent dans le département de l’Yonne sur ce qui deviendra plus tard « Les forestières du lac ».
M. Henri Carré entreprend alors des fouilles archéologiques préventives, et y découvre deux villages néolithiques.
Ses découvertes comprennent pour résumer, plusieurs groupes de sépultures, avec pour certaines divers objets trouvés à côté des squelettes : vases, silex taillé, colliers de perles. 

Un cimetière de la même période, mais situé à 500 mètres des autres sépultures, et comprenant pas moins de 16 fosses, confirme par la position des squelettes qu’il date du Rubané (entre 5 500 et 4 700 ans av J-C).
Parmi les monuments funéraires, les enceintes circulaires et les deux villages, une hache plate en jadéite a été découverte (238 mm de longueur sur 88 mm de largeur). Pièce rare dans la région car elle appartient à un milieu inattendu, les haches plates de Bretagne, mais aussi 61 outils d’une industrie lithique omniprésente (grattoirs, racloirs, burins, nucléus, percuteur, flèche tranchante triangulaire).

### Protohistoire
Cimetière gaulois
En 1903, un cimetière gaulois est mis au jour par un employé de la commune, en creusant une carrière de sable non loin du pont du gain.
Il est situé le long de l’ancien chemin reliant Agendicum (Sens) à Condate (Montereau).
La bourgade gauloise était sans nul doute très importante, 18 sépultures furent découvertes dans les propriétés de M. Cornu et M.Cheneau.
Chaque corps est recouvert d’un grès dur pesant jusqu’à 80 kg, à l’exception d’un pour lequel deux pierres recouvrent son corps, il s’agit peut-être là d’un chef gaulois.
Des objets en bronze, en fer, de poteries accompagnaient quelques-uns des squelettes, ainsi que des armes, notamment des fers de lances, des épées, dont une dans son fourreau. De par sa forme, cette dernière a été datée de l’époque de la Tène II (la Tène est le « second âge du fer », la Tène II est la deuxième période de la Tène).
De nombreux autres objets ont également été mis au jour proches des sépultures, comme des fibules, des anneaux, des épingles, des boucles en bronze, notamment une à tête de bélier recueillie dans le cimetière et dont le décor correspond aux agrafes de ceinturon que portaient les guerriers de la Tène I.

### Antiquité
La création de Vinneuf remonterait au IIe siècle, son nom vient de « vicus novus », le vicus étant un assemblage de plusieurs maisons, d’artisans, de commerçants, d'un lieu de culte. On retrouve cette construction toponymique dans les nombreuses « villeneuve » de France.

### Moyen-Âge
En remontant la rivière jusqu’au pont qui traverse l’Yonne, il aurait existé un village appartenant à Vinneuf.
Un manuscrit en latin de 1657 nous fait part qu’au Xe siècle il existait 36 maisons situées à « Noerolium super Icaunam » dont la traduction est Noérolles sur Yonne, un hameau aujourd’hui détruit, la seule trace qui subsiste, est la déclinaison du nom Nicherolles sur la carte IGN,.

## Politique et administration

### Liste des maires
| Période | Période  | Identité         | Étiquette | Qualité       |
| ------- | -------- | ---------------- | --------- | ------------- |
| 1790    |          | Étienne Dory     |           | premier maire |
|         |          |                  |           |               |
|         |          | Louis Chéreau    |           |               |
| 1892    | 1900     | Armand Pottemain |           |               |
| 1900    | 1924     | Eugène Gaudaire  |           |               |
| 1924    | 1925     | Arsène Devinat   |           |               |
| 1925    | 1929     | Jean Dutheil     |           |               |
| 1929    | 1931     | Emile Chariot    |           |               |
| 1931    | 1932     | Albert Loyer     |           |               |
| 1932    | 1935     | Emile Chariot    |           |               |
| 1935    | 1945     | Albert Frot      |           |               |
| 1945    | 1947     | Louis Chariot    |           |               |
| 1947    | 1951     | Henri Rondeau    |           |               |
| 1951    | 1959     | Gaston Drouin    |           |               |
| 1959    | 1966     | Henri Farquet    |           |               |
| 1966    | 1971     | Maurice Favry    |           |               |
| 1971    | 1995     | Paul Denis       | DVD       |               |
| 1995    | 2008     | Alain Dumaire    |           |               |
| 2008    | 2014     | Gérard Viault    |           |               |
| 2014    | En cours | Sylvain Nezondet |           |               |

## Démographie
L'évolution du nombre d'habitants est connue à travers les recensements de la population effectués dans la commune depuis 1793. Pour les communes de moins de 10 000 habitants, une enquête de recensement portant sur toute la population est réalisée tous les cinq ans, les populations de référence des années intermédiaires étant quant à elles estimées par interpolation ou extrapolation. Pour la commune, le premier recensement exhaustif entrant dans le cadre du nouveau dispositif a été réalisé en 2007.

En 2022, la commune comptait 1 559 habitants, en évolution de +4,07 % par rapport à 2016 (Yonne : −1,95 %, France hors Mayotte : +2,11 %).
| 1793  | 1800  | 1806  | 1821  | 1831  | 1836  | 1841  | 1846  | 1851  |
| ----- | ----- | ----- | ----- | ----- | ----- | ----- | ----- | ----- |
| 1 121 | 1 249 | 1 216 | 1 348 | 1 401 | 1 373 | 1 410 | 1 494 | 1 534 |

| 1856  | 1861  | 1866  | 1872  | 1876  | 1881  | 1886  | 1891  | 1896  |
| ----- | ----- | ----- | ----- | ----- | ----- | ----- | ----- | ----- |
| 1 498 | 1 464 | 1 445 | 1 414 | 1 334 | 1 332 | 1 297 | 1 156 | 1 109 |

| 1901  | 1906 | 1911 | 1921 | 1926 | 1931 | 1936 | 1946 | 1954 |
| ----- | ---- | ---- | ---- | ---- | ---- | ---- | ---- | ---- |
| 1 046 | 963  | 913  | 800  | 882  | 872  | 881  | 848  | 805  |

| 1962 | 1968 | 1975 | 1982 | 1990  | 1999  | 2006  | 2007  | 2012  |
| ---- | ---- | ---- | ---- | ----- | ----- | ----- | ----- | ----- |
| 760  | 740  | 823  | 900  | 1 078 | 1 203 | 1 284 | 1 295 | 1 387 |

| 2017  | 2022  | - | - | - | - | - | - | - |
| ----- | ----- | - | - | - | - | - | - | - |
| 1 548 | 1 559 | - | - | - | - | - | - | - |

## Lieux et monuments
- Église Saint-Georges de Vinneuf.
- Une chapelle appelée Notre-Dame-de-Champs-Rond sur la route de Bazoches-lès-Bray.

## Nom des habitants (gentilé)
- Le nom des habitants de Vinneuf (gentilé) est Vinneutiers pour les hommes et les garçons, ainsi que Vinneutières pour les femmes et les filles. On trouve souvent sur internet le nom de Vinnotiers, Vinnotières qui est une erreur souvent commise.

## Pour approfondir